# 俄羅斯駐德國大使館
俄羅斯駐德國大使館（俄语：Посольство России в Германии）是俄罗斯联邦派驻德意志联邦共和国的外交代表機構，设于德国首都柏林市中心米特区菩提树下大街63–65号，即贝尔街（Behrenstraße）与格林卡街（Glinkastraße）转角。

## 历史
普鲁士王国和俄罗斯帝国在19世纪20年代建交。1837年，俄罗斯帝国在柏林菩提树下大街7号（贝尔街口）的库尔兰宫建立了使馆。这是一座两层高的洛可可风格的宫殿，建于1734年，曾用作普魯士公主阿馬莉的住所 1941年德苏战争爆发后，苏联外交官被驱逐，该建筑被封。1944年2月，该建筑毁于盟军空袭。
二战后苏联在原址重建了今日的使馆建筑。新的建筑融合了俄罗斯传统建筑和苏联建筑的特色，面积比过去的库尔兰宫大了三倍。1952年11月7日十月革命纪念日，新的使馆建筑竣工，苏联驻东德使馆随即移入新的使馆。随苏联解体、两德统一，苏联驻东德使馆在原址改为俄罗斯驻德使馆。

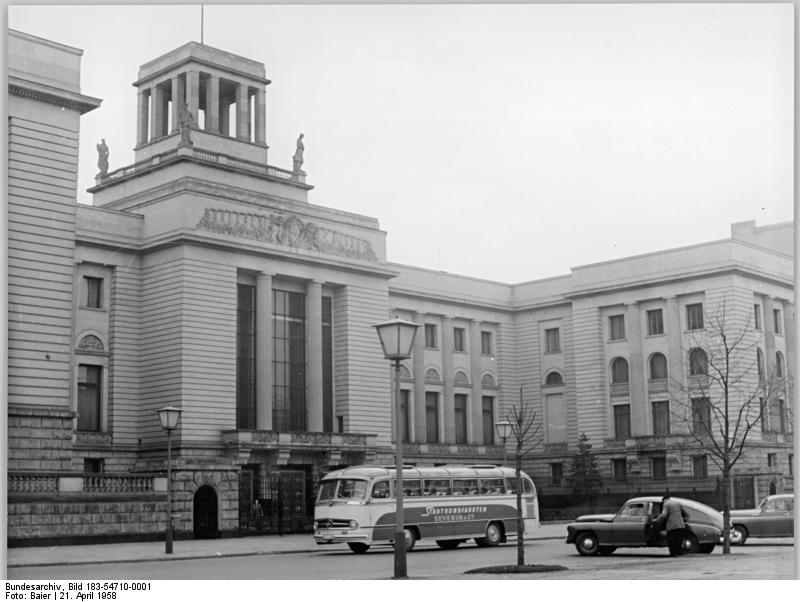
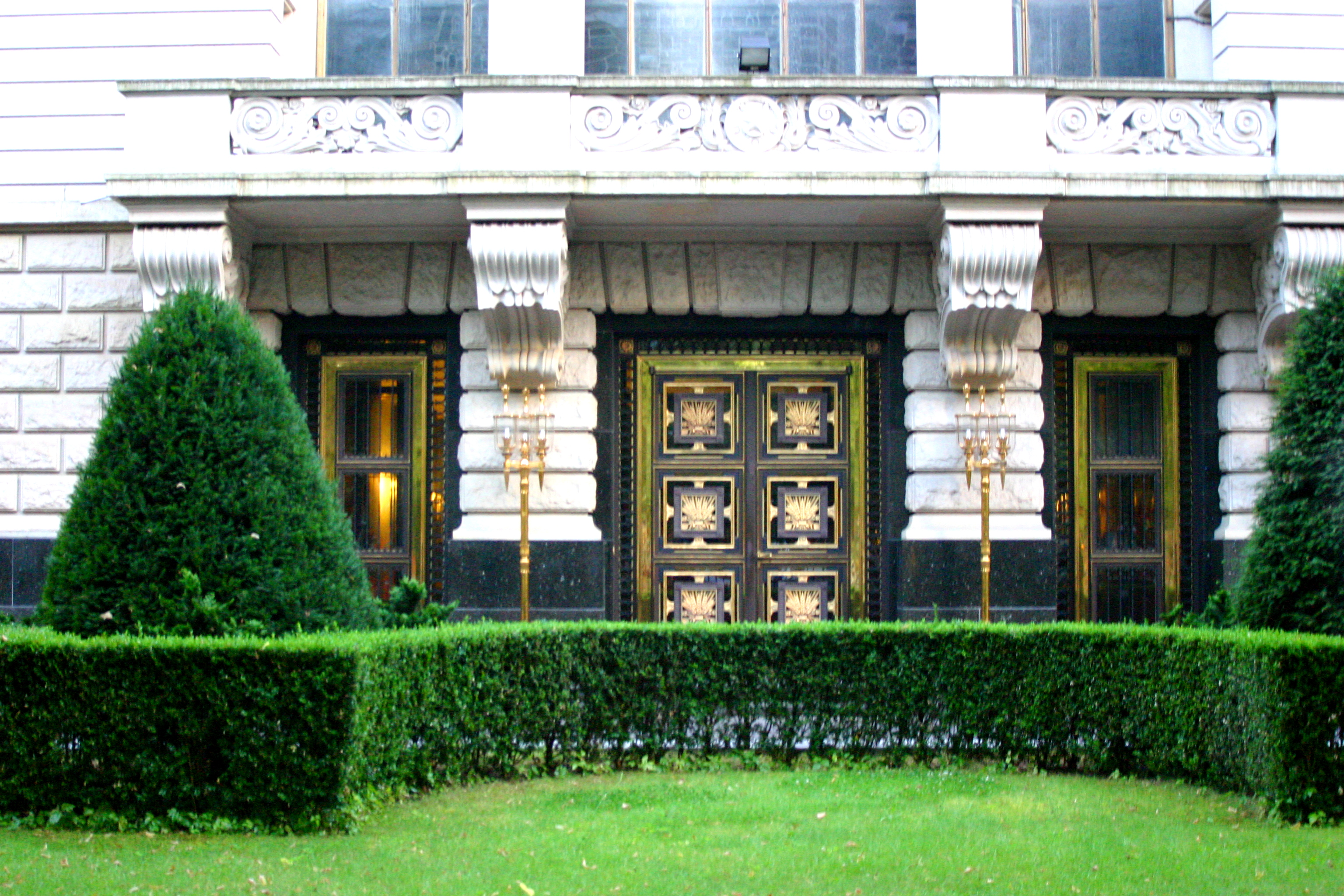
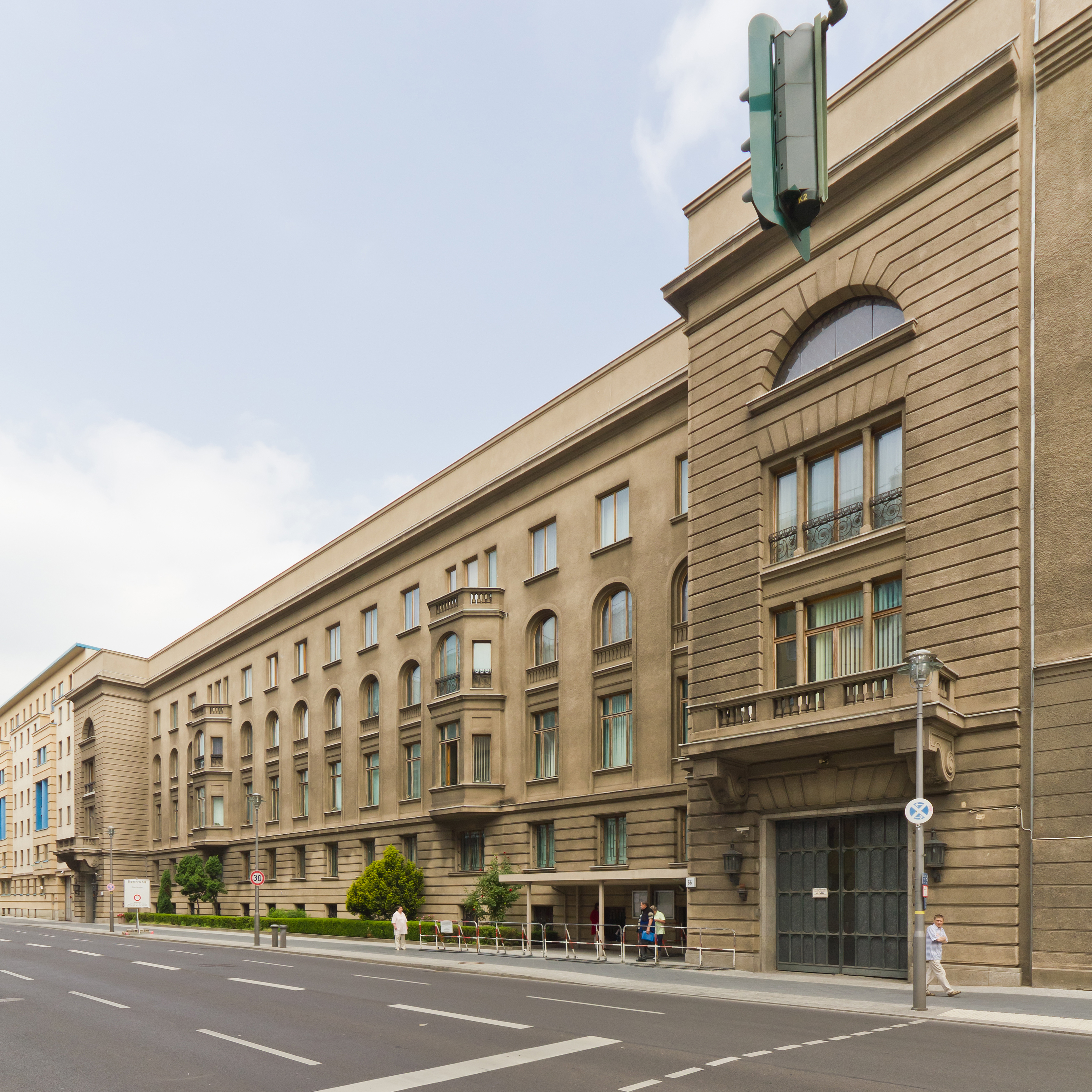